# Jamel Debbouze
Jamel Debbouze (arabul جمال دبّوز) (Párizs, 1975. június 18. –) marokkói származású francia színész, komikus és producer.

## Fiatalkora
Jamel Debbouze Párizsban látta meg a napvilágot 1975-ben, de a család a következő évben Marokkóba költözött. 1979-ben a család visszatért Franciaországba, és Párizs Trappes nevű külvárosában telepedtek le. A fiú itt töltötte gyermekkora jelentős részét. 1990. január 17-én súlyos baleset érte, amikor egyik barátjával együtt elgázolta a Párizsból Nantes felé tartó vonat. Jamel a barátjával ellentétben életben maradt, de súlyos sérüléseket szenvedett, és a jobb keze a baleset során le is bénult. Ezért a filmekben a jobb keze általában a zsebében van. A balesetet követően találkozott későbbi mentorával Alain Degois-val, aki elindította filmes karrierjét.

## Filmes karrierje
1992 óta több kisebb szerepet kapott francia tévéfilmekben, de a filmes világ a 2001-es, Amélie csodálatos élete című film kapcsán figyelt fel rá. Eme alkotásban ő játszotta Lucient, a bolti kisegítő fiatalembert. Jamel ezen alakításáért megkapta első César-díj-jelölését is a legjobb férfi mellékszereplő kategóriában. 2002-ben újra César-díjra jelölték az Asterix és Obelix: A Kleopátra küldetés című filmért, de a jelentős díjat mégsem nyerte el. Ugyanebben az évben egy szintén nagyon sikeres vígjátékban kapott szerepet, A tökös, a török, az őr, meg a nő-ben. Mellesleg a filmben egyik testvére, Momo Debbouze volt a rendező asszisztense. 2006-ban az Indigènes (A dicsőség arcai) című háborús filmben nyújtott fantasztikus alakításáért többek között Samy Nacerivel megosztva elnyerte a cannes-i fesztiválon a legjobb férfi alakítás díját.

## Magánélete
2008. május 7-én házasságot kötött  Mélissa Theuriau francia riporterrel. A párnak egy fia és egy lánya született, Léon Ali (2008. december 3.) és Lila (2011. szeptember 30.).

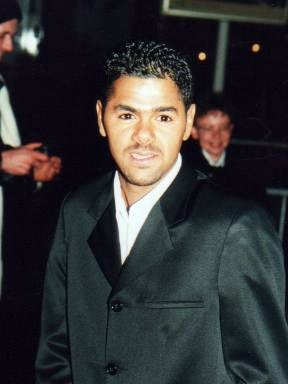
Debbouze a 2001-es César-díj-átadón

## Fontosabb filmjei
- Marsupilami nyomában (2012)
- Angel-A (2005)
- A dicsőség arcai (2006)
- Utál a csaj (2004)
- Asterix és Obelix: A Kleopátra-küldetés (2002)
- Amélie csodálatos élete (2001)
- H (1998) (TV-film)

## Külső hivatkozások
- Hivatalos oldal
- Jamel Debbouze a Facebookon
- Jamel Debbouze a PORT.hu-n (magyarul)
- Jamel Debbouze az Internetes Szinkronadatbázisban (magyarul)
- Jamel Debbouze az Internet Movie Database-ben (angolul)